# 二羟香豆素乙酸乙酯
二羟香豆素乙酸乙酯又称为新双香豆素、双香豆乙酯（英語：Ethyl biscoumacetate）是一种香豆素类药物和维生素K拮抗药。